# Ваља Рачилор (Горж)
Ваља Рачилор (рум. Valea Racilor) насеље је у Румунији у округу Горж у општини Негомир. Oпштина се налази на надморској висини од 198 m.

## Становништво
Према подацима из 2002. године у насељу је живело 120 становника, од којих су сви румунске националности.